# Tricuspidalestes
Tricuspidalestes is een monotypisch geslacht van straalvinnige vissen uit de familie van de Afrikaanse karperzalmen (Alestidae).

## Soort
- Tricuspidalestes caeruleus (Matthes, 1964)